# Hoffmannia davidsoniae
Hoffmannia davidsoniae är en måreväxtart som beskrevs av Paul Carpenter Standley. Hoffmannia davidsoniae ingår i släktet Hoffmannia och familjen måreväxter. Inga underarter finns listade i Catalogue of Life.